# Андреєшть (Горж)
Андреєшть, Андреєшті (рум. Andreești) — село у повіті Горж в Румунії. Адміністративний центр комуни Владімір.
Село розташоване на відстані 205 км на захід від Бухареста, 34 км на південний схід від Тиргу-Жіу, 55 км на північ від Крайови.

## Населення
За даними перепису населення 2002 року у селі проживала 1171 особа, з них 1170 осіб (99,9%) румунів. Рідною мовою 1170 осіб (99,9%) назвали румунську.